# Шахматный союз Республики Сербской
Шахматный союз Республики Сербской (серб. Шаховски савез Републике Српске) — шахматная федерация, которая объединяет все шахматные клубы Республики Сербской и занимается организацией проведений шахматных турниров на территории Республики Сербской, семинаров и испытаний для шахматных судей.

## История
19 июня 1992 года министр образования, культуры, физической культуры и религии Любомир Зукович подписал распоряжение об образовании Инициативного комитета по основанию Шахматного союза Республики Сербской. Комитет подготовил материал для Учредительного собрания, созванного 8 октября 1992 года в Банском Дворе в Баня-Луке. Был избран первым председателем Момчило Попарич, генеральным секретарём — Никола Лакич. Здание союза находится на улице Младена Стояновича в доме 10 (Баня-Лука).

## Соревнования
- Чемпионат Республики Сербской
- Первенство Республики Сербской среди молодёжи и детей
- Мемориал имени Любиши «Маузера» Савича в Биелине
- Первая лига Республики Сербской среди мужчин
- Первая лига Республики Сербской среди женщин
- Первая лига Республики Сербской среди юниоров
- Вторая лига Республики Сербской среди мужчин
- Вторая лига Республики Сербской среди женщин
- Вторая лига Республики Сербской среди юниоров
- Турнир звёзд имени Далибора Стояновича в Баня-Луке

## Организация
В состав Шахматного союза входят Скупщина, Исполнительный комитет, Наблюдательный комитет, Спортивный арбитраж, соревновательная комиссия и судейская комиссия.

## Зарегистрированные клубы
- Славия (Источно-Сараево)
- Гласинац (Соколац)
- Пантери (Биелина)
- Леотар (Требине)
- БШК (Биелина)
- Краинский клуб (Баня-Лука)
- Каиса Доктор Милан Елич (Баня-Лука)
- Дрина (Зворник)
- Горски Стандард (Рогатица)
- Добой
- Младост (Теслич)
- Лауш (Баня-Лука)
- Шамац
- Младост (Лакташи)
- Рудар (Приедор)
- Србац
- Уна (Козарска-Дубица)
- Единство-1954 (Брчко)
- Озрен (Петрово)
- Нови-Град
- Рудар (Углевик)
- Козара (Градишка)
- Котор-Варош
- ПОШК Поточани (Прнявор)
- ЗАДИС (Баня-Лука)
- Сутьеска (Фоча)
- Херцеговац (Билеча)
- Дрина (Вишеград)
- Основац (Билеча)
- Романия (Пале)
- Ан пасан (Мрконич-Град)
- Краль (Мрконич-Град)
- Братунац
- Лиевче (Нова-Топола)
- Минерал (Козлук)

## Известные шахматисты
- Александар Саванович (международный мастер)[1]
- Маша Максимович (мастер)[1]
- Борки Предоевич (гроссмейстер)